# Hypena thermophoea
Hypena thermophoea là một loài bướm đêm trong họ Erebidae.